# Polystichum maevaranense
Polystichum maevaranense är en träjonväxtart som beskrevs av Tard. Polystichum maevaranense ingår i släktet Polystichum och familjen Dryopteridaceae. Inga underarter finns listade.